# Primeiro Consistório Ordinário Público de 1929
As mortes de vários italianos alteraram o equilíbrio no Colégio em 31 de março de 1929 para 26 italianos e 33 não italianos. Havia rumores de que Pio nomearia mais não-italianos quando a Santa Sé chegasse a um acordo com o governo da Itália sobre o status legal do Estado da Cidade do Vaticano. Pio nomeou Alfredo Schuster, um italiano de herança germano-suíça, arcebispo de Milão e fez dele cardeal em 15 de julho de 1929.

## Cardeais Eleitores
| Nº       | País     | Nome                               | Idade    | Cargo              | Título ou Diaconia                                           |
| Cardeais | Cardeais | Cardeais                           | Cardeais | Cardeais           | Cardeais                                                     |
| -------- | -------- | ---------------------------------- | -------- | ------------------ | ------------------------------------------------------------ |
| 1        | Itália   | Alfredo Ildefonso Schuster, O.S.B. | 49       | Arcebispo de Milão | Cardeal-presbítero de Santos Silvestre e Martinho nos Montes |

## Link Externo
- «Catholic Hierarchy» (em inglês)